# CRI Middleware
CRI Middleware — японский разработчик подпрограммного обеспечения для использования в индустрии компьютерных и видео игр. В начале 1990-х годов CRI была разработчиком видеоигр, но сменила направление деятельности в 2001 году. В числе заказчиков её разработок такие компании, как Microsoft, Nintendo, Atlus, Konami, Bandai Namco, Sega, Capcom, и Square Enix.

## История
CRI начала работу, как исследовательский институт (англ. CSK Research Institute), финансируемый корпорацией CSK, производя игры для Sega Mega Drive/Genesis. В дальнейшем разрабатывала игры для Sega Saturn и Dreamcast, до того, как в 2001 году не перерегистрировалась в качестве корпорации CRI Middleware.

## Игры
- Galaxy Force II (Mega Drive/Genesis, 1991)
- Speedball 2 (Mega Drive/Genesis, 1992) (JP Publisher)
- Dyna Brothers (Mega Drive/Genesis, 1992)
- After Burner III (Mega-CD/Sega CD, 1993)
- Tyrants (Mega Drive/Genesis, 1993) (JP Publisher)
- Might and Magic III: Isles of Terra (Mega-CD/Sega CD, 1993)
- Dyna Brothers 2 (Mega Drive/Genesis, 1993)
- 2nd Arukotoha Sando-R (Saturn, 1996)
- Cyber Troopers: Virtual On (Saturn, 1996)
- Kunoichi Torimonochou (Saturn, 1998)
- AeroWings (Dreamcast, 1999)
- TNN Motorsports HardCore Heat (Dreamcast, 1999)
- Aero Dancing: Torodoki Taichou no Himitsu Disc (Dreamcast, 2000)
- AeroWings 2: Air Strike (Dreamcast, 2000)
- Aero Dancing F: Todoroki Tsubasa no Hatsu Hikou (Dreamcast, 2000)
- Aero Dancing i: Jikai Sakuma de Machite Mase (Dreamcast, 2001)
- Surf Rocket Racers (Dreamcast, 2001)
- Power Jet Racing 2001 (Dreamcast, 2001)

## Продукты и службы
Эти программные продукты и службы сейчас распространяются CRI под общим названием «CRIWARE».

### ADX
ADX это потоковый формат, допускающий включение нескольких потоков звукозаписи, прямое зацикливание и продолжение воспроизведения (два или более файла могут чередоваться с переходами или просто — последовательно), с предсказуемо малой загрузкой ЦПУ. Формат использует рабочую среду АДИКМ (ADPCM). В настоящее время известен как CRI ADX.

### Sofdec
Sofdec — потоковый формат видео, поддерживающий глубину цветности до 24 бит, а также — многопоточность и непосредственное воспроизведение с кадровой частотой до 60 кадров в секунду. По существу, является пересборкой видео форматов MPEG-1/MPEG-2 с использованием для воспроизведения звукозаписи проприетарного кодека формата ADX, разработанного в CRI. Продукт известен под названием CRI Sofdec.

### Clipper
Clipper — автоматический синхронизатор губ, который исследует форму волны звукозаписи и выводит в текстовый файл подходящую модель губ, позднее использующуюся для мультипликации лица говорящих персонажей игры. Продукт известен под названием CRI Clipper.

### ROFS
ROFS — система управления файлами, предназначенная для обработки виртуальных образов дисков, являющаяся расширением стандарта CD-ROM. В ней отсутствуют ограничения на формат названия файла, количество папок или файлов, а также включена поддержка ADX и Sofdec. Продукт известен под названием CRI ROFS.

### Sound Factory
Sound Factory инструмент работы со звуком, обладающий графическим интерфейсом пользователя, предназначенный для создания звукового сопровождения видеоигр без участия со стороны программистов. Поддерживает предпрослушивание и итоговое воспроизведение созданной звукозаписи. Продукт известен под названием CRI Sound Factory.

### Movie Encode
Movie Encode — служба кодирования видео, предоставляемая CRI, создающая файлы Sofdec или MPEG из других форматов видеозаписи. На платной основе (зависит от длительности перекодируемого файла), файлы будут преобразованы в желаемый формат с качеством, указанным клиентом. Продукт известен под названием CRI Movie Encode.

### CRI Movie 2
CRI Movie с поддержкой видео высокой чёткости.

### CRI Sound Streamer for iPhone (яп.iKyuseishu)
CRI Vibe, портированный на iPhone и iPod Touch.

### CRI FileMajik
CRI FileMajik — файловая система, поддерживающая: асинхронные запросы файлов, приоритетные загрузки, распаковку без буферизации (англ. zero-buffer decompression) и быструю эмуляцию UMD для PSP.